# ATV焦点批评学民思潮争议

該節目的截圖

ATV焦点批评学民思潮争议是指2012年9月3日香港亞洲電視本港台節目《ATV焦點》中的評論內容。部分香港市民指責《ATV焦點》本集內容嚴重偏頗，抹黑學民思潮，並描述泛民主派為香港立法會的「破壞派」，惹起爭議。

## 背景
2012年初，亞洲電視執行董事高級顧問王征聘任前《大公報》執行總編輯雷競斌為副總裁。雷競斌獲派往新聞部主管專題報導，將《ATV焦點》改為評論式節目，有指：「佢當係好似大公評論咁，鍾意點寫就點寫。」雷競斌又將其親建制派之立場及《大公報》被指批鬥式的評論之運作模式引入《ATV焦點》內。
《ATV焦點》節目內容未有交代其製作部門、負責的監製或記者，僅在節目起始前申述為「個人意見節目」；卻有亞視新聞部員工透露，由雷競斌負責一手包辦節目的撰稿、審核以至監製，由非新聞部節目助理負責錄音及剪片，片長約3分鐘。有學者及網民認為，節目內容被指嚴重偏頗、有欠中立、極為左傾，可能違反通訊事務管理局要求節目持平的《電視通用業務守則》，及違反選舉宣傳公平原則、有誤導市民及抹黑學民思潮之嫌疑等。

## 經過
2012年9月3日，6時40分的《ATV焦點》評論描述泛民主派為立法會的「破壞派」，將當時立法會選舉與學民思潮所發起的反國民教育科行動拉上關係，並指學民思潮是公民黨衞星組織。節目又批評「破壞派」，為謀取選票，以學民思潮之學子作為棋子，指「這些少年玩起政治來拙劣非常，不過是幾名任性使氣的惡少」。
據報導，亞視新聞部總編輯、前資深記者馮兆寧較早前便因此而辭任，原因是不想被調配至跟從雷競斌工作。雷競斌被指將馮兆寧等人從新聞部前線編採工作調往負責主理專題報導，馮兆寧遂於9月3日作出辭呈。
通訊事務管理局短短一天內就收到破紀錄的超過1萬個投訴，投訴量逾該局2008年至2009年、以及2009年至2010年所接獲的投訴宗數之總和。第二日，接獲超過3萬個投訴；至第二日下午約6時，電郵數更達到4萬封。該局最後收到四萬二千多個投訴，占全年四萬七千個投訴的九成。
9月4日，民主黨成員下午就事件到亞洲電視總部門外進行示威抗議，直指為「亞毒言論」，並要求亞洲電視撤回相關評論，同時公開道歉。同日，亞洲電視記者在政府總部報導反德育及國民教育科之絕食行動時進行直播，遭到在場部份人士滋擾及批評。
12月5日，通訊事務管理局裁定，9月份播出的五集有關反國民教育人士的《ATV焦點》違反了規管「個人意見節目」的《電視節目守則》第9章，包括該五集節目未能提供適當機會予其他人作回應，未有讓有關國民教育的多方面意見得以表達，提供不準確或誤導性的事實資料，和於9月5日和6日兩集中有兩處錯誤的資料；因此向亞洲電視發出警告。

## 各方反應

### 學者
香港浸會大學新聞系助理教授杜耀明批評，當局應按監管電視評論節目條例處理，因《ATV焦點》內無列證據支持論點。。
香港中文大學政治與行政學系副教授馬嶽則指，《ATV焦點》內容已嚴重打擊亞洲電視之公信力，「咁左咁偏頗都照出到街，真係香港電視史上罕有」。馬嶽並指中國內地及香港左派傳媒向來使用「反對派」一詞，「依家用破壞派，即係將所有反對派都講成只會破壞香港」，直指說法是比左派更左派；馬嶽又指事件突顯該亞洲電視內部運作出現問題，「同上次誤報江澤民死訊事件一樣，有啲人係完全凌駕新聞部，成個管理都有問題」。

### 藝人
反對德育及國民教育科的歌手藍奕邦、何韻詩均在微博內對事件發聲，歌手洪卓立稱：「如果世界只剩下這樣一個電視台，寧願世界不再有電視機」；舞台劇演員梁祖堯表示「罷看、罷上、不想再見」，歌手張敬軒則在Facebook上表示「即日起停止所有ATV通告，車錢油錢都慳埋」。2011年亞洲小姐亞軍王家敏解釋：「因為公司ATV本身就係共產黨囉。」（因為公司ATV的本身就是共產黨。）藝人杜汶澤更直言：「今天，我以在亞視出身為恥！」

### 網民
《ATV焦點》片段及後在互聯網上連翻轉載，也惹起部分網民批評，在社交網站和微博上被廣；Facebook上更有「召集50萬人罷看亞視」及「一人一信投訴《ATV焦點》內容偏頗失實」等群組之組成，有數萬人加入。部分網民則支持亞洲電視，認為《ATV焦點》評論反映事實，指學民思潮利用群眾來為泛民造勢才是誤導。

### 學民思潮
學民思潮召集人黃之鋒則指，多日來在政總集會，並無政黨站台發聲：「咁講係含血噴人、揑造事實。今次行動令更多市民關心社會，係有建設性嘅。亞視仲離譜過國內傳媒。」

### 亞洲電視新聞部
事發前剛離職的前亞洲電視新聞部副採訪主任吳宜婷利用微博，與《ATV焦點》劃清界線：
我想強調：《ATV焦點》不是新聞部製作，而是由某位高層人士執筆。我理解大家的憤怒，但希望大家不要發洩在無辜的前線記者身上，因為無論如何新聞還是要播，記者還是要出去採訪，我們還是要謹守崗位；即使選擇留下的，也是盡本份。我們不要傷害新聞工作者，應該支持中立的新聞，捍衛核心價值。
 — 吳宜婷

### 通訊事務管理局
有關亞洲電視在2012年9月3日至7日播放的《ATV焦點》，通訊事務管理局共接獲超過4.2萬個公眾投訴。在考慮過有關個案的所有情況及《電視節目守則》的條文，該局決定向亞視發出警告，促請它嚴格遵守《電視節目守則》中的相關條文。
就亞視節目《ATV焦點》批評反對國民教育示威集會而被投訴的事件，通訊局於昨日發出聲明，指該局接獲的4.2萬個投訴中，大部分質疑該節目：違反了持牌機構在討論具爭議性的議題時應保持中立的原則；對支持反國民教育示威人士的指控失實、有誤導成分及欠缺事實根據；發表單方面的偏頗意見，但沒有給予其他人適當的機會作回應等。
通訊局指，儘管該5集節目被亞視定為「個人意見節目」，但節目中並沒有提供任何有關節目主持及評論員或撰稿人或製作團隊的資料，與傳統的「個人意見節目」不同；又認為亞視在以下方面仍然違反了規管「個人意見節目」的《電視節目守則》第九章，包括未能提供適當機會予其他人作回應，未有讓有關國民教育的多方面意見得以表達，並提供了不準確或誤導性的事實資料，故決定向亞視發出警告。